# Leandro Garcia Pereira
Leandro Garcia Pereira (Londrina, 1º giugno 1988) è un ex giocatore di calcio a 5 brasiliano naturalizzato italiano.

## Carriera

### Club
Agli inizi della carriera ha fatto parte della formazione Juniores del Circolo Lavoratori Terni che per un triennio ha dominato le competizioni giovanili nazionali, essendo composta da giocatori di primo livello tra i quali Bessa, Coco e Follador. Nei suoi trascorsi in Umbria Garcia ha vinto un campionato Juniores e due Coppe Italia Under-21. Con gli aziendali esordisce ben presto in prima squadra, giocando due stagioni e mezza in Serie A. Nella finestra invernale di trasferimento del 2008 viene acquistato dal Napoli come alternativa al paraguaiano Mario Gazolli, venendo utilizzato al contempo come portiere titolare della formazione Under-21 che vincerà il campionato di categoria e qualche mese più tardi anche la Supercoppa italiana. In seguito allo scioglimento della società partenopea, nell'estate del 2010 Garcia si accorda con il Real Molfetta, accettando di scendere in Serie B per giocare con continuità. La stagione seguente fa ritorno in Campania, accasandosi all'ex Vesevo divenuto nel frattempo Napoli Futsal, reduce dalla retrocessione in Serie A2. Sebbene l'avvio del campionato di sia deficitario, nel girone di ritorno la squadra risale gradualmente la classifica, chiudendo la stagione regolare al terzo posto; nei play-off gli azzurri raggiungono la semifinale, venendo eliminati dalla Canottieri Lazio che conquisterà la promozione. La mancata iscrizione dei laziali al successivo campionato di Serie A comporta tuttavia il ripescaggio dello stesso Napoli.
Nella stagione 2012-13 il Napoli mantiene la categoria sconfiggendo nei play-out il Venezia; anche in quella successiva la salvezza viene raggiunta attraverso i play-out, giocati questa volta contro la Marca Futsal. Al termine della stagione Garcia non rinnova con gli azzurri, trasferendosi a parametro zero al Pescara. Complice un serio infortunio patito a poche settimane prima dell'inizio del campionato, viene superato da Antonio Capuozzo nelle gerarchie di Fulvio Colini, che continua a preferirgli il portiere campano anche al ritorno di Garcia Pereira. Pur giocando poco, nel biennio a Pescara vince scudetto, Coppa Italia e Supercoppa italiana. Nel giugno 2016 il portiere fa ritorno per la terza volta al Napoli.

### Nazionale
In possesso della doppia cittadinanza, nel 2008 ha preso parte con l'Under 21 italiana al campionato europeo di categoria disputato a San Pietroburgo in qualità di secondo portiere alle spalle di Gabriel Miraglia. Dopo aver trascorso le prime quattro partite in panchina, nel secondo tempo della finale giocata contro i pari età della Russia il ct Paolo Minicucci lo ha preferito al collega in virtù della maggiore abilità con i piedi, nel tentativo di rimontare lo svantaggio di 0-2. A 7 secondi dalla fine del secondo tempo supplementare, Garcia si è incaricato di tirare il tiro libero che avrebbe potuto portare gli Azzurrini ai rigori, colpendo tuttavia il palo.

## Palmarès

### Competizioni nazionali
- Campionato italiano: 1

Pescara: 2014-15
- Coppa Italia: 1

Pescara: 2015-16
- Supercoppa italiana: 1

Pescara: 2015

### Competizioni giovanili
- Campionato italiano Under-21: 1

Napoli: 2008-09
- Supercoppa italiana Under-21: 1

Napoli: 2009
- Coppa Italia Under-21: 2

CLT Terni: 2006-07 e 2007-08
- Campionato Juniores: 1

CLT Terni: 2006-07